# María Mercedes
María Mercedes è una telenovela messicana trasmessa su Las Estrellas dal 14 settembre 1992 al 5 gennaio 1993.

## Personaggi
- María Mercedes "Meche" Muñoz González de del Olmo, interpretata da Thalía
- Jorge Luis del Olmo Morantes, interpretato da Arturo Peniche
- Malvina Morantes Vda. del Olmo, interpretata da Laura Zapata